# Лаоник Халкокондил
Лао̀ник Халкокондѝл (гръцки: Λαόνικος Χαλκοκονδύλης) е византийски и гръцки учен от Атина. Роден е ок. 1423 г. и умира през 1490 г. Малкото му име произлиза от гръцките думи λαός (народ, хора) и νικᾶν (побеждаващ).
Той е византийски историк, син на Георги и братовчед на Димитър Халкокондил. След кавга между баща му и Атинското княжество, той последва семейството си към Пелопонес, където живее в двора на Константин XI Палеолог и е обучаван от Георгий Гемист Плитон.
След падането на Константинопол, той написва в десет тома най-значимия си исторически труд - „Доказателства на историите“ (Αποδείξεις Ιστοριών). Тези книги съставляват един от най-важните извори за последните 150 години от историята на Византия. Трудът покрива периода 1298-1463 г., описвайки падането на Империята и възхода на османските турци, чак до походите срещу венецианците и унгарския крал Матияш Корвин. Халкокондил определя падането на Константинопол като събитие от изключителна важност, сравнявайки го с падането на Троя. Подобно на други византийски историци, неговата хронология е неточна. Трудът му също така обхваща и други сфери на познанието като цивилизациите на Англия, Франция и Германия, на чиято помощ гърците са се надявали в съпротивата срещу турците. За свидетелствата, касаещи предшестващи го събития, авторът използва сведения от баща си.
Неговият модел на подражание и кумир е Тукидид (а според Август Емануил Бекер - Херодот), езикът му е изчистен и правилен, а стилът му е опростен и ясен. Самият текст обаче е в незавидно състояние. Използваният от него архаичен език затруднява правилното разчитане на много места, а старовремските названия на различните народи създават обърквания (гети, даки, лигури, мизи, пеони и др.) Широката употреба на етнонима „елини“ (Έλληνες), използван от Лаоник за описване на византийците, помага за утвърждаването на връзката между древногръцките цивилизации и съвременната такава.